# Abergement-la-Ronce
Abergement-la-Ronce is een gemeente in het Franse departement Jura (regio Bourgogne-Franche-Comté). De plaats maakt deel uit van het arrondissement Dole. Abergement-la-Ronce telde op 1 januari 2022 832 inwoners. 

## Geografie
De oppervlakte van Abergement-la-Ronce bedroeg op 1 januari 2022 7,12 vierkante kilometer; de bevolkingsdichtheid was toen 116,9 inwoners per km². De gemeente ligt aan het Rhône-Rijnkanaal.

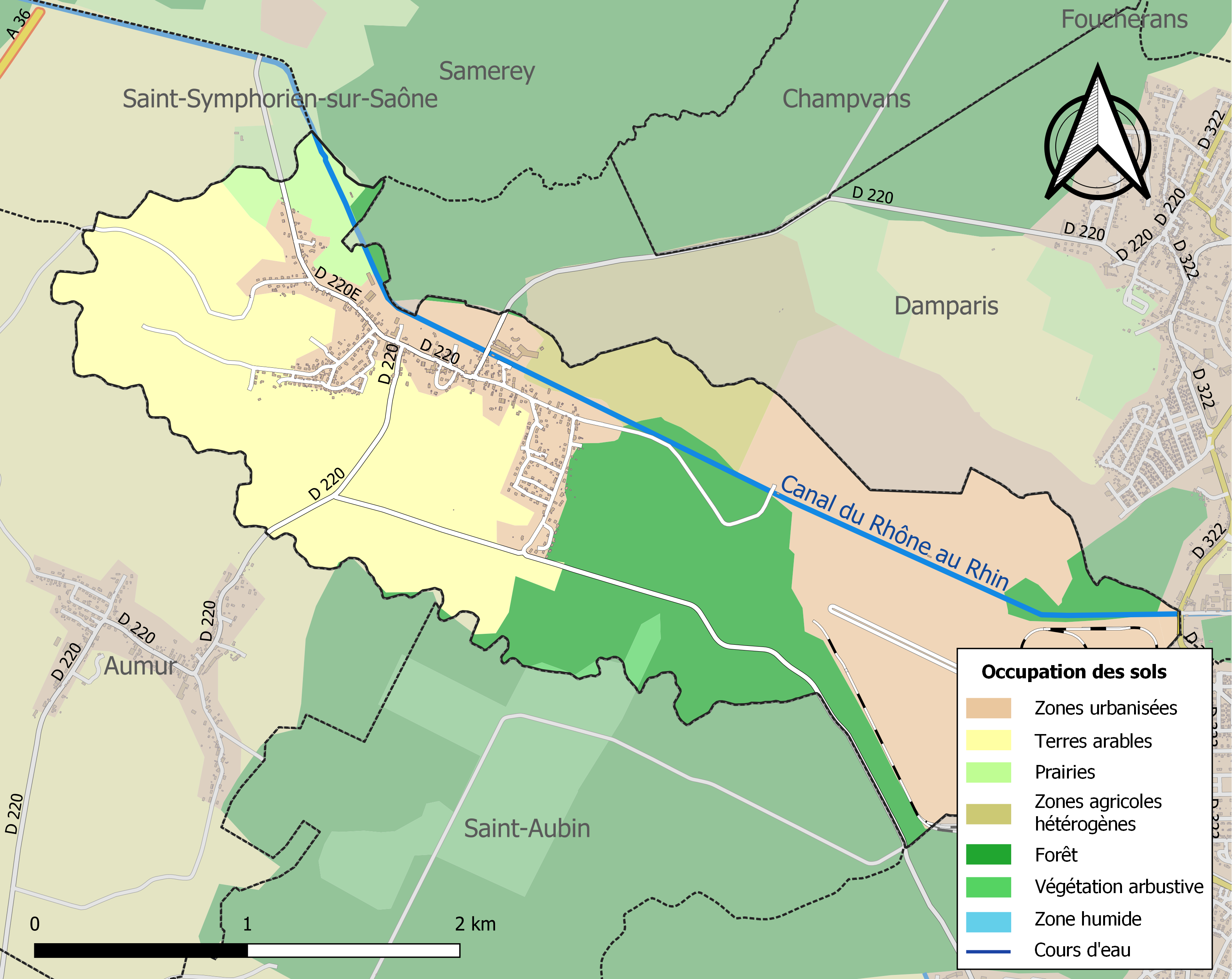
Kaart van de gemeente met de belangrijkste infrastructuur, bodemgebruik en omliggende gemeenten

## Demografie
Onderstaande figuur toont het verloop van het inwonertal (bron: INSEE-tellingen).